# Phare de l'île Chañaral
Le phare de l'île Chañaral (en espagnol : Faro Isla Chañaral) est un phare actif situé sur l'île Chañaral (Province de Huasco), dans la Région d'Atacama au Chili.
Il est géré par le Service hydrographique et océanographique de la marine chilienne dépendant de la Marine chilienne.

## Histoire
La station de signalisation maritime a été mis en service en 1897 sur l'île Chañaral, une île située à 6 km au large de la côte chilienne, face à Caleta Chañaral (es), un village proche de Freirina, dans le désert d'Atacama. Avec l'île Choros (es) et l'île Damas, elles forment la Réserve nationale Pingüino de Humboldt protégeant des colonies d'otarie à crinière et de manchot de Humboldt entre autres, administrée par la CONAF.

## Description
Le phare actuel est une tour cylindrique, avec une galerie et une lanterne octogonale de 7,5 m de haut. La tour est peinte avec des bandes blanches et rouges. Il émet, à une hauteur focale de 25 m, un éclat blanc par période de 12 secondes. Sa portée est de 14 milles nautiques (environ 26 km).
Identifiant : ARLHS : CHI-042 - Amirauté : G1916 - NGA : 111-1164 .

### Lien connexe
- Liste des phares du Chili